# A Small Demand
"A Small Demand" är  en låt av det svenska garagerockbandet The (International) Noise Conspiracy från 2004. Låten utgavs som singel samma år på CD och 7" av Burning Heart Records.
"A Small Demand" finns med på gruppens tredje studioalbum Armed Love (2004), medan övriga spår var tidigare outgivna.

## Låtlista

### CD
1. "A Small Demand"
2. "A Voice of Our Own"
3. "Free Me"

### 7"
A
1. "A Small Demand"

B
1. "A Voice of Our Own"

### Fotnoter
1. 1 2  ”A Small Demand”. Discogs.com. http://www.discogs.com/International-Noise-Conspiracy-The-A-Small-Demand/release/1589673. Läst 19 april 2012.